# Njinikom
Njinikom är en ort i Kamerun.   Den ligger i regionen Nordvästra regionen, i den västra delen av landet, 300 km nordväst om huvudstaden Yaoundé. Njinikom ligger 1 315 meter över havet och antalet invånare är 8 247.
Terrängen runt Njinikom är huvudsakligen kuperad, men österut är den bergig. Trakten runt Njinikom är ganska tätbefolkad, med 65 invånare per kvadratkilometer. Närmaste större samhälle är Fundong, 2,6 km nordväst om Njinikom. Trakten runt Njinikom är huvudsakligen savannskog.